# Дворец конгрессов «Курсааль»
Дворец конгрессов «Курсааль» (баск. Kursaal jauregia, исп. Palacio de Congresos y Auditorio Kursaal) — архитектурный комплекс зданий, расположенный в городе Доностия-Сан-Себастьян (Страна Басков, Испания) и состоящий из большого зрительного зала, многоцелевых и выставочных залов. Дворец был сооружён по проекту испанского архитектора Рафаэля Монео и открылся в 1999 году.
Концертный зал Дворца конгрессов «Курсааль», вмещающий 1800 сидячих мест, служит местом проведения крупнейшего международного кинофестиваля в Испании, Кинофестиваля в Сан-Себастьяне, проводимого с 1953 года.

## История

### Место: Участок K
Когда Гран-Курсааль (элегантный дворец, построенный в 1921 году и включавший в себя казино, ресторан, кинотеатр, дополнительные номера и театр на 859 мест) был снесён в 1973 году, появился пустой земельный участок (позднее названный как Участок K). Эта территория была достаточно привлекательна для какого-либо строительства, тем не менее долгое время он оставался незастроенным.

### Нереализованные проекты
Во время сноса старого дворца был проведён конкурс на замещение его новым проектом. Однако победивший проект не был реализован из-за своей сложности.
Новый проект был представлен в 1972 году. После нескольких изменений в дизайне строительные работы начались в 1975 году, но после того как были возведены стены по периметру, все работы были приостановлены. Участок земли перешёл из рук частных владельцев (Гран-Курсааль был частным владением) в общественное управление, поэтому встала необходимость создания общественного консорциума по решению вопроса о предназначении этого участка.

### Финальный выбор
После того как проект 1972 года был отклонён, было решено возвести большую аудиторию на участке K, были проведены консультации между 6-ю архитекторами в 1989 году: Марио Боттой, Норманом Фостером, Аратой Исодзаки, Рафаэлем Монео, Хуаном Наварро Балдевегом и Луисом Пеньей Ганчеги. Среди 6 проектов был выбран вариант Монео.

### Начало и окончание работ
После того, как проект был утверждён в 1991–1994 годах, строительные работы начались в 1996 году и не заканчивались до 1999 года. За этот период возникал ряд проблем с финансированием, связанных с тем, что Баскское правительство (внёсшее в общей сложности 16% от общей стоимости проекта) отказывалось увеличить финансирование. После решения этих проблем работы были завершены в 1999 году.
Первоначально внешний вид нового комплекса, контрастирующего на фоне местного архитектурного фона, был встречен по этой причине враждебно большинством горожан. К тому же значение комплекса (открытого 23 августа 1999 года концертом симфонического оркестра «Euskadi» и Айнхоа Артеты) падало в глазах общественности в связи с параллельным строительством Музей Гуггенхайма в Бильбао, чья стоимость в 2 раза превышала цену комплекса в Сан-Себастьяне. Однако после того, как город ощутил позитивную роль нового комплекса в экономической, туристической и культурной жизни города мнения большинства его жителей изменилось на положительное к нему отношение.

## Строение

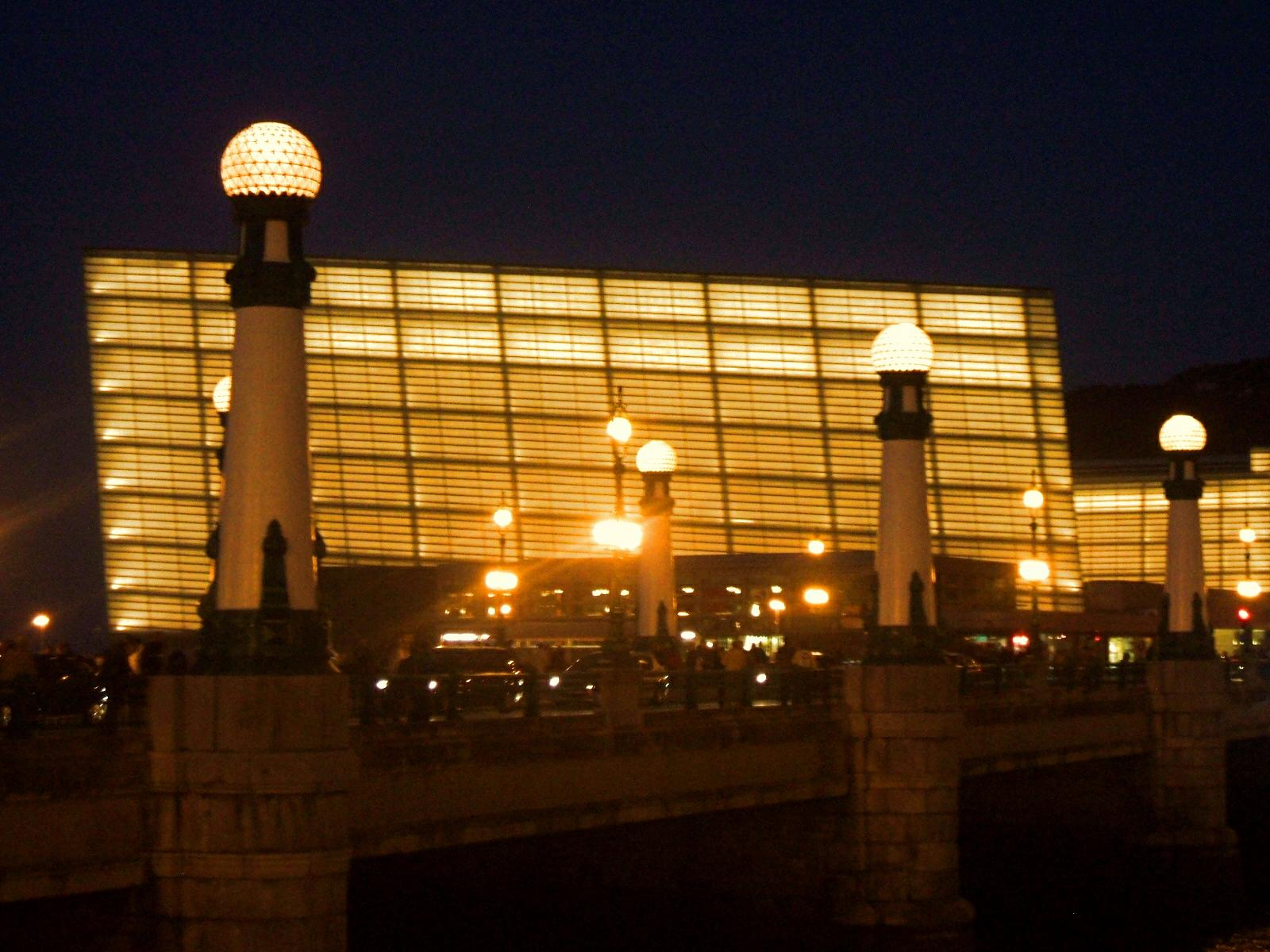
Ночной вид на дворец и мост Курсааль.

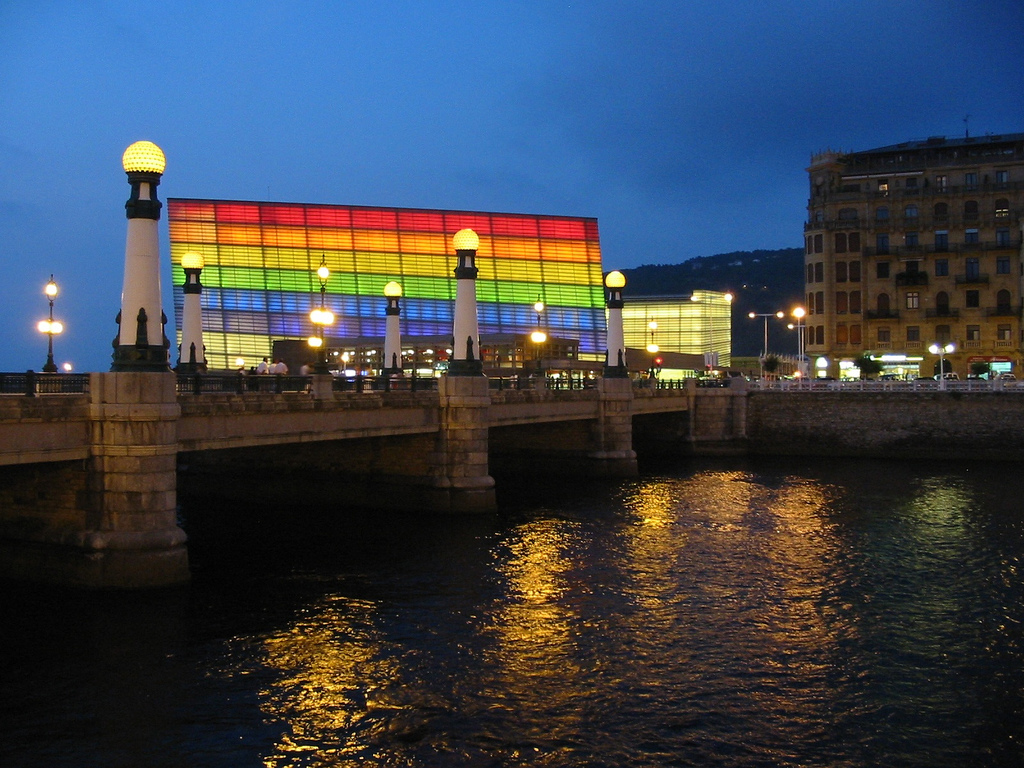
Ночной вид на дворец, подсвеченного цветами радужного флага.

Комплекс дворца главным образом состоит из 2-х огромных призм разной величины, установленных на одной платформе. Каждый «куб» (как их принято называть) формируется внутренней призматической структурой, окружённой двойными стеклянными панелями, поддерживаемыми металлической конструкцией. Между кубами располагается большая открытая терраса с видом на пляж Сурриола и устье реки Урумеа. На этой террасе проходят концерты джазового фестиваля Доностиа ("Jazzaldia") и множество других мероприятий.
- Аудитория Курсааль

Расположенная в большом кубе (и ближайшем к морю), эта аудитория вмещает 1 800 зрителей и служит местом проведения крупнейших мероприятий, которых принимает комплекс. Передняя часть партера может преобразовываться в авансцену или в оркестровую яму.
- Зал собраний

Этот зал вмещает 600 человек и располагается в малом кубе. Он используется для конференций и небольших концертов.
- Многоцелевые залы

Они используется для различных мероприятий для ограниченных аудиторий.
- Выставочные залы

Залы используются для размещения галерей и проведения выставок.
- Зал Кубо

Выставочный зал, находящейся в ведении баскского сберегательного банка Kutxa.